# Prisons secrètes de la CIA
Les prisons secrètes de la Central Intelligence Agency (aussi appelées black sites, ou « sites noirs ») désignent des prisons clandestines contrôlées par l'agence américaine dans différents pays.
Leur existence, déjà soupçonnée par Amnesty International (qui parlait dans son rapport annuel de 2005 d'un « archipel du goulag »), a été révélée à la fin 2005 par le quotidien The Washington Post, et finalement officiellement reconnue par le président George W. Bush le 6 septembre 2006.
Le conseiller aux États suisse Dick Marty rendait public en janvier 2006 un pré-rapport commandé par le Conseil de l'Europe, établissant qu'une centaine de personnes avaient été enlevées par la CIA et transférées dans des centres de détention secrets ou envoyés dans des pays du Moyen-Orient et d'Asie dans le cadre des procédures dites d’extraordinary rendition (chiffre qui n'inclut pas les « détenus fantômes », dont le nombre est estimé par les ONG à au moins une centaine d'individus). Son rapport final était rendu en juin 2006. À la suite de ces investigations, le Conseil de l'Europe, basé à Strasbourg, a décidé en octobre 2006 d'ouvrir une enquête au sujet des « prisons volantes » de la CIA. Dans ce rapport publié le 8 juin 2007, le rapporteur du Conseil de l'Europe Dick Marty assure, de manière solidement étayée, que la Pologne et la Roumanie étaient au courant des détentions secrètes et des transferts illégaux de détenus.

## «Archipel du goulag»
L'ONG Amnesty International a accusé en 2005, avant même les révélations du Washington Post, l'administration Bush de mettre en place un « archipel du goulag », reprenant le titre du célèbre livre du dissident soviétique Soljénitsyne. L'association affirmait ainsi en août 2005 qu'environ 70 000 personnes étaient détenues au secret, hors de tout cadre juridique, par les autorités des États-Unis, hors de leur territoire (procédure qui, de même qu'à la prison de Guantánamo, leur permet de ne pas appliquer le droit interne des États-Unis). Des centaines de prisonniers seraient enfermées dans les bases de Bagram et Kandahar en Afghanistan mais également au Maroc dans la ville de Ben Guerir.
En outre, elle dénonçait des décès suspects ainsi que des cas de torture.
En avril 2014, un rapport de la CIA de 6 600 pages vient confirmer l'existence de centres de détention et de torture au Maroc, notamment le centre de Témara, près de Rabat.

## Révélations duWashington Post
Bien que l'existence de tels sites était déjà soupçonnée par diverses organisations, dont Amnesty International et l'hebdomadaire américain The Village Voice, c'est un article du Washington Post de novembre 2005 qui révèle l'existence d'un réseau mondial de prisons secrètes géré par la CIA. Le quotidien précise que de telles prisons se trouveraient entre autres en Afghanistan (dont le Salt Pit) et dans un pays de l'Est ; il est aussi expliqué que ces prisons se situeraient à l'étranger en raison de leur caractère illégal aux États-Unis, les détenus n'ayant aucun statut juridique.
Ainsi, la CIA contrôle des prisons secrètes dans plusieurs pays européens, en Roumanie, au Kosovo, en Macédoine, en Pologne, en Bulgarie et en Ukraine où elle couvrirait des actes de torture pour obtenir des informations. Le conseiller aux États suisse Dick Marty, qui a dirigé ensuite une enquête sur le sujet, affirmait aussi l'existence de centres près de Vilnius, en Lituanie, qui auraient abrité des détenus d'importance.
L'Union européenne (UE) a lancé une enquête confirmant les révélations d'Amnesty International et du Washington Post.

## Rapport Marty
Le conseiller aux États suisse Dick Marty a rendu public en juin 2006 le rapport définitif sur les « allégations de détention secrète dans des États membres du Conseil de l'Europe ». L'enquête a mis en lumière l’implication d’États européens, précisément la Suède, la Bosnie, le Royaume-Uni, l’Italie, la Macédoine, l’Allemagne et la Turquie. Tous sont jugés responsables de « violations des droits des personnes » dans le cadre de la « guerre contre le terrorisme ». Le rapport pointe encore la Pologne et la Roumanie, soupçonnées fortement par la Suisse d’accueillir des centres de détention secrets. L’Espagne, Chypre, l’Irlande et le Portugal sont également dans le collimateur pour avoir permis les transferts illégaux de prisonniers par la CIA. À l'exception notable de l'Italie, tous contestent les résultats de l'enquête de Marty, qui a pourtant eu accès aux photos-satellites et autres documents confidentiels. Vienne a néanmoins reconnu, par la suite, le survol de son espace aérien en 2003 par un avion de la CIA soupçonné d'avoir transporté des prisonniers. L’organisation européenne a donc officiellement ouvert une enquête.
Malgré l'opposition du gouvernement Berlusconi, soutien important de la « guerre contre le terrorisme » du président Bush, la justice italienne a arrêté en juillet 22 agents de la CIA qui ont enlevé l'imam Abou Omar à Milan avant de le transférer en Égypte, où il a été torturé. Le parquet a aussi incarcéré, dans le cadre de la même procédure judiciaire, un des chefs italiens responsables de l'espionnage. Selon le conseiller aux États Dick Marty, il n’y a pas de « camps de prisonniers » de la CIA en Europe avec des structures de type Guantánamo, mais il y aurait eu des « déplacements », des « points de transit » et des « interrogatoires ».
Selon une liste rendue publique par Human Rights Watch, 31 avions plus ou moins liés à la CIA auraient fait escale dans des États européens, dans le cadre des extraordinary renditions à destinations de pays arabes ou de l'Afghanistan.

## Renforcement de la loi antiterroriste
Le président George W. Bush a reconnu le 6 septembre 2006 pour la première fois l'existence de prisons secrètes de la CIA hors du territoire américain, dans lequel il reconnaissait implicitement le recours à des méthodes dures d'interrogatoire : « La source d'information la plus importante sur les endroits où les terroristes se cachent et sur ce qu'ils préparent sont les terroristes eux-mêmes ».
Le 17 octobre 2006, George W. Bush signa et promulgua le Military Commission Act, controversé mais voté par le Congrès américain au mois de septembre, autorisant les méthodes dures d'interrogatoire contre les suspects de terrorisme, leur détention dans des prisons secrètes à l'étranger et leur jugement par des tribunaux militaires, afin de protéger notamment le programme d'interrogatoires de la CIA. La torture et les traitements cruels et dégradants lors des interrogatoires sont néanmoins formellement interdits, laissant cependant au président le soin de préciser les méthodes d'interrogatoire qui seraient utilisées en application des conventions de Genève.
Cette loi créait notamment des tribunaux militaires spéciaux, en vue de juger certains des détenus de Guantánamo et ceux capturés dans le cadre de la « guerre contre le terrorisme ». Elle élargit également la définition d’« ennemi combattant » aux individus qui ont « soutenu volontairement et matériellement des terroristes engagés dans une action hostile contre les États-Unis ».
Cette loi fut vivement critiquée par Amnesty International et l'American Civil Liberties Union (ACLU) pour qui, selon son directeur, Anthony Romero, elle était « l'une des pires atteintes aux libertés individuelles jamais promulguées dans l'histoire américaine », le président pouvant avec l'accord du Congrès, « détenir indéfiniment des gens sans inculpation, retirer les protections contre d'horribles abus, juger des gens sur des on-dit, autoriser des procès qui peuvent condamner à mort des gens en s'appuyant sur des témoignages littéralement extraits par la force de témoins, fermer la porte aux plaintes reposant sur l’habeas corpus ».
Khalid Cheikh Mohammed, considéré comme le cerveau des attentats du 11 septembre 2001, détenu à Guantánamo, pourrait être le premier de ces prisonniers à être jugé en fonction de cette nouvelle loi.
Le parlement a approuvé le 14 décembre 2006 une nouvelle loi dans le cadre du National Defense Authorization Act, une loi qui permet à l’armée américaine d’arrêter et d’incarcérer pour une durée indéterminée des gens soupçonnés de terrorisme partout dans le monde et a été actualisée afin de s’appliquer aux citoyens américains ce qui a provoqué la montée au créneau des défenseurs des droits civils américains.

## Fermeture annoncée
Le président Barack Obama a demandé en janvier 2009 la fermeture de ces centres de détention clandestins et a annoncé que les États-Unis respecteront désormais la convention de Genève dans leur lutte contre le terrorisme. En 2013, à la suite de l'opposition du Congrès américain, le centre de Guantánamo reste ouvert malgré la baisse du nombre de détenus.

## Solution de remplacement

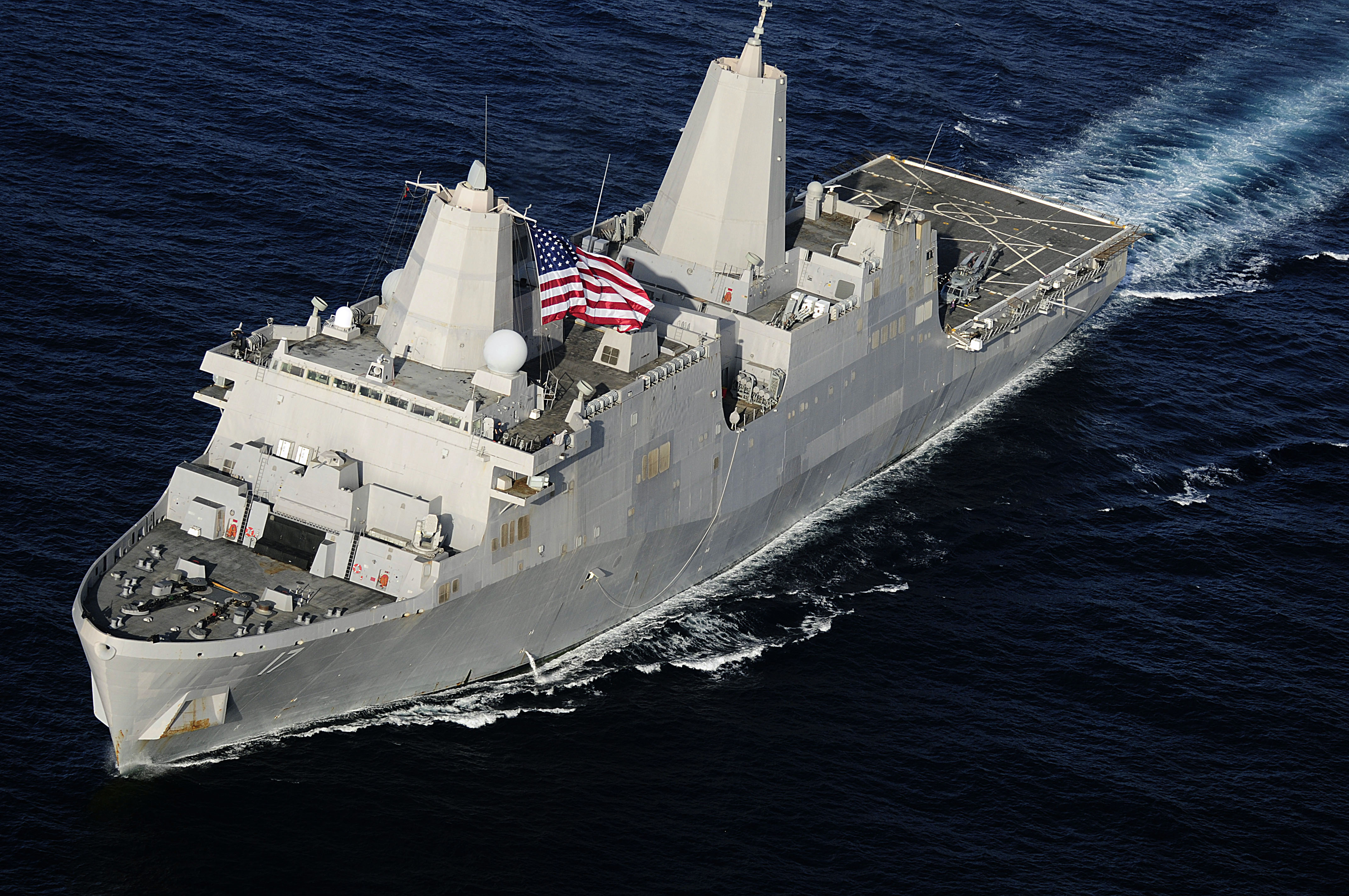
Anas al-Liby, capturé en octobre 2013, a été transféré sur le USS San Antonio croisant alors le large de la Libye.

L'administration Obama a commencé en 2011 à interroger des terroristes importants à bord de navires de guerre de la United States Navy, cette détention en mer pouvant durer quelques mois avant qu'ils ne soient livrés à la justice. Ils sont interrogés par le High-Value Detainee Interrogation Group créée en 2009 et composée de membres des services de renseignement, des forces armées et du département de la Justice.

#### Deux chronologies
- Assemblée parlementaire du Conseil de l'Europe, "Une chronologie: le Conseil de l’Europe et les cas de détentions secrètes du CIA en Europe", 24.07.2014
- Assemblée parlementaire du Conseil de l'Europe, "L’enquête du Conseil de l’Europe sur les cas de transferts illégaux et de détentions secrètes en Europe : chronologie", sans date.